# Forest Hall
Forest Hall – wieś w Anglii, w hrabstwie ceremonialnym Tyne and Wear, w dystrykcie metropolitalnym North Tyneside. Leży 6 km na północny wschód od centrum Newcastle i 402 km na północ od Londynu.